# Любен Севдин
Любен Севдин е бивш български футболист, защитник. Родом от Дупница, кариерата му преминава предимно в родния клуб Марек (Дупница).

## Биография
Възпитаник на ДЮШ на Марек (Дупница), Севдин влиза в първия тим през есента на 1971 г. под ръководството на треньора Янко Динков. Дебютира на 17 октомври, в 9-ия кръг на сезон 1971/72, при загуба с 2:6 от Берое в Стара Загора. През сезон 1972/73 играе за Черно море (Варна), отбивайки военната си служба.
След това се завръща в Марек и остава в родния си клуб 9 сезона. За Марек има общо 180 мача и 2 гола в А група. На 24 май 1978 г. Севдин бележи единствения гол във финала за националната купа срещу ЦСКА (София) (1:0) и Марек печели трофея за първи път в своята история. Защитникът се разписва с удар от 30 метра в 30-ата минута.
През 1982 г. Севдин преминава в Добруджа (Добрич), който тогава участва в Б група. Впоследствие завършва кариерата си в Германея (Сапарева баня).

## Успехи
Марек (Дупница)
- Национална купа:
  -  Носител: 1977/78